# Torcy-le-Grand (Aube)
Torcy-le-Grand település Franciaországban, Aube megyében. Lakosainak száma 441 fő (2022. január 1.). Torcy-le-Grand Arcis-sur-Aube, Le Chêne, Saint-Étienne-sous-Barbuise, Saint-Remy-sous-Barbuise és Torcy-le-Petit községekkel határos.

## Népesség
A település népessége az elmúlt években az alábbi módon változott:
| Lakosok száma | 254  | 401  | 414  | 421  | 447  | 447  | 443  | 456  | 457  | 441  |
|               | 1968 | 1982 | 1990 | 2006 | 2013 | 2015 | 2017 | 2019 | 2020 | 2022 |